# Octavia Spencer
Octavia Lenora Spencer, poznatija kao Octavia Spencer (Montgomery, Alabama, 25. svibnja 1970.) je američka filmska, kazališna i televizijska glumica. Najpoznatija je po ulozi Minny Jackson, otvorene i glasne sluškinje u filmu "Tajni život kućnih pomoćnica" iz 2011. godine za kojeg je osvojila Oscara u kategoriji najbolje sporedne glumice.

## Životopis

### Rani život
Spencer je rođena kao Octavia Lenora Spencer u gradiću Montgomery, u Alabami kao šesto od sedmero djece. Majka joj je radila kao sluškinja. Octavia je maturirala u srednjoj školi Jefferson Davis 1988. godine. Provela je dvije godine na koledžu Auburn Montgomery gdje je studirala glumu i dramu (1988. – 1989.). Naposljetku je primila diplomu iz slobodne umjetnosti univerziteta Auburn.

### Karijera
Octavia je debitirala na filmu kao medicinska sestra u filmu Joela Schumachera "Vrijeme ubijanja" prema knjizi Johna Grishama. Iako je prvotna ideja bila da radi na kastinzima, zamolila je Schumachera ako može pristupiti audiciji za malu ulogu. Od ostalih filmskih naslova u kojima se pojavila, izdvajaju se "Nikad se nisam poljubila", "Kuća debele mame", "Zločesti Djed Mraz", "Spider-Man", "Trener Carter", "Osvoji ljubav" i "Lijepi ružni ljudi". Uz filmove, nastupala je i u televizijskim serijama kao što su "CSI", "Teorija velikog praska", "Čarobnjaci iz Ulice Waverly", "Newyorški plavci", "Pod kaznom do smrti", "Hitna služba", "Becker" i "Dharma i Greg". Najpoznatije televizijske uloge su joj one Serenity Johnson u "Halfway Home" i Constance Grady u dramediji "Ružna Betty".
Godine 2003. ostvarila je svoj kazališni debi u Los Angelesu, u drami "The Trials and Tribulations of a Trailer Trash Housewife". Godine 2008. pojavila se u filmu "Seven Pounds" gdje je utjelovila medicinsku sestru Kate. Za tu je ulogu dobila velike pohvale od strane kritike.
U kolovozu 2010., Spencer se pridružila Violi Davis, Emmi Stone i Bryce Dallas Howard u DreamWorksovoj produkciji filma "Tajni život kućnih pomoćnica". Igrala je ulogu snažne i spokojne sluškinje Minny Jackson. Zahvaljujući toj ulozi Octavia Spencer je osvojila Zlatni Globus u kategoriji najbolje sporedne glumice, te filmsku nagradu Oscar u istoj kategoriji.

## Filmografija
| Godina    | Film                                               | Uloga                      |
| --------- | -------------------------------------------------- | -------------------------- |
| 1996      | Vrijeme ubijanja                                   | Roarkova medicinska sestra |
| 1997      | Šesti čovjek                                       | Žena                       |
| 1997      | Sparkler                                           | Wanda                      |
| 1999      | Lansky (TV film)                                   | Evelyn                     |
| 1999      | Nikad se nisam poljubila                           | Cynthia                    |
| 1999      | Biti John Malkovich                                | Žena u dizalu              |
| 1999      | Plava munja                                        | Shawna                     |
| 2000      | Nebo pada                                          | Medicinska sestra #2       |
| 2000      | Malcolm u sredini                                  | Blagajnica                 |
| 2000      | Everything Put Together                            | Medicinska sestra B        |
| 2000      | Missing Pieces (TV film)                           | Elegantna gošća            |
| 2000      | Američka djevica                                   | Agnes Large                |
| 2000      | S koje si ti planete?                              | Medicinska sestra          |
| 2000      | Auto Motives                                       | Rhonda                     |
| 2000      | Kuća debele mame                                   | Twila                      |
| 2000      | Four Dogs Playing Poker                            | Konobarica                 |
| 2001      | Sol Goode                                          | Žena za šalterom           |
| 2001      | The Journeyman                                     | Black Belly                |
| 2001      | Follow the Stars Home (TV film)                    | Hildy                      |
| 2002      | Spider-Man                                         | Djevojka                   |
| 2002      | Little John (TV film)                              | Konobarica                 |
| 2003      | Plavuša s Harvarda 2                               | Čuvarica                   |
| 2003      | S.W.A.T.                                           | Susjeda u ulici            |
| 2003      | Chicken Party                                      | Laqueta Mills              |
| 2003      | Zločesti Djed Mraz                                 | Opal                       |
| 2004      | Osvoji ljubav                                      | Janine                     |
| 2004      | Breakin' All the Rules                             | Stilistica                 |
| 2005      | Trener Carter                                      | Gospođica Battle           |
| 2005      | Pretty Persuasion                                  | Žena                       |
| 2005      | Marilyn Hotchkiss' Ballroom Dancing & Charm School | Ayisha Lebaron             |
| 2005      | Cura na zadatku 2                                  | Octavia                    |
| 2005      | Beauty Shop                                        | Mušterija                  |
| 2005      | Wannabe                                            | Lady Chanet Janney Jones   |
| 2006      | Pulse                                              | Gazdarica                  |
| 2006-2007 | The Minor Accomplishments of Jackie Woodman        | Cheryl                     |
| 2007      | The Nines                                          | Šetačica                   |
| 2007      | Halfway Home                                       | Serenity Johnson           |
| 2007      | Ružna Betty                                        | Constance Grady            |
| 2008      | Next of Kin                                        | Grace                      |
| 2008      | Lijepi ružni ljudi                                 | Mary                       |
| 2008      | The Spleenectomy                                   | Medicinska sestra          |
| 2008      | Seven Pounds                                       | Kate                       |
| 2008      | Čarobnjaci iz Ulice Waverly                        | Dr. Evilini                |
| 2009      | The First Time                                     | Gospođa Hambrick           |
| 2009      | Odvuci me u pakao                                  | Zaposlenica u banki        |
| 2009      | Jesus People: The Movie                            | Angel Angelique            |
| 2009      | The Soloist                                        | Žena                       |
| 2009      | Just Peck                                          | Učiteljica                 |
| 2009      | Noć vještica II                                    | Medicinska sestra Daniels  |
| 2009      | Kuća lutaka                                        | Profesorica Jackie         |
| 2009      | Herpes Boy                                         | Rochelle                   |
| 2009      | Small Town Saturday Night                          | Rhonda Dooley              |
| 2009      | Raising the Bar                                    | Arvina Watkins             |
| 2010      | Večera s idiotom                                   | Madam Nora                 |
| 2011      | Tajni život kućnih pomoćnica                       | Minny Jackson              |
| 2011      | Peep World                                         | Allison                    |
| 2011      | Flypaper                                           | Madge Wiggins              |
| 2012      | Smashed                                            | Jenny                      |

## Vanjske poveznice
- Octavia Spencer u internetskoj bazi filmova IMDb-u (engl.)
- Biografija Octavije Spencer  Arhivirana inačica izvorne stranice od 7. listopada 2012. (Wayback Machine) - Comedy Central
- "Perfect Casting", BlogStage, Back Stage magazin, Svibanj 2010
- Riley, Jenelle, "Octavia Spencer: The quip queen"  Arhivirana inačica izvorne stranice od 16. studenoga 2007. (Wayback Machine), AllBusiness.com